# José Sánchez (zapaśnik)
José Jelmar Sánchez Betancourt (ur. 1 kwietnia 1994) – ekwadorski zapaśnik walczący w stylu klasycznym. 

## Kariera sportowa
Triumfator mistrzostw Ameryki Południowej w 2015. Trzeci na mistrzostwach panamerykańskch w 2016 i 2017. Brązowy medalista igrzysk Ameryki Południowej w 2018 roku.